# Margaret Louisa Vanderbilt
Margaret Louisa Vanderbilt (Staten Island, 23 luglio 1845 – New York, 3 marzo 1924) è stata una filantropa statunitense.

## Biografia
Era la figlia maggiore di William Henry Vanderbilt, e di sua moglie, Maria Louisa Kissam Vanderbilt. Era la nipote del commodoro Cornelius Vanderbilt e della sua prima moglie, Sophia Johnson.
Fervente sostenitrice della Young Women's Christian Association (YWCA), nel 1891 costituì a New York il Margaret Louisa, un albergo per donne che viaggiavano da sole, finanziandone la costruzione e gli arredi.
Margaret Louisa scampò per un pelo all'affondamento del Titanic, avendo prenotato il passaggio ma per ragioni sconosciute lo cancellò e viaggiò una settimana prima sul RMS Olympic.

## Matrimonio
Il 18 febbraio 1868 a New York, Margaret Louisa sposò Elliot Fitch Shepard (1833–1893). Shepard era un avvocato, banchiere e proprietario del giornale Mail and Express, nonché fondatore e presidente della New York State Bar Association. Ebbero sei figli:
- Florence Shepard (1869–1869);
- Maria Louise Shepard (1870–1948)[7], sposò William Jay Schieffelin[8];
- Edith Shepard (1872–1954), sposò Ernesto Fabbri[9];
- Margaret Shepard (1873–1895)[10];
- Alice Louise Shepard (1874–1950)[11], sposò Dave Hennen Morris[12];
- Elliot Fitch Shepard, Jr. (1877–1927), sposò in prime nozze Esther Potter e in seconde nozze Eleonor Leigh Terradell[13].

## Morte
Margaret morì nel suo appartamento al 998 sulla Fifth Avenue il 3 marzo 1924. È sepolta nella sezione privata dei Vanderbilt, un cimitero appena fuori dal Mausoleo Moravian di Vanderbilt, a Staten Island. Alla sua morte, ha lasciato oltre $ 5.000.000 in affidamento alle sue figlie. Ha donato $ 180.000 in beneficenza, $ 20.000 a ciascuno dei suoi sedici nipoti e $ 100.000 alla Chiesa Presbiteriana di Scarborough, oltre ai $ 100.000 lasciati alla chiesa alla morte del marito nel 1893.